# إنسولين NPH
إنسولين هاجيدورن متعادل البروتامين (بالإنجليزية: Neutral Protamine Hagedorn insulin)‏ ويسمى اختصارًا إنسولين NPH (بالإنجليزية: NPH insulin)‏ هو نوع من أنواع الإنسولين، يُعطي للمريض بهدف المُساعدة في التحكم بمستوى سكر الدم للمُصابين بداء السُكري.